# Llevant septentrional

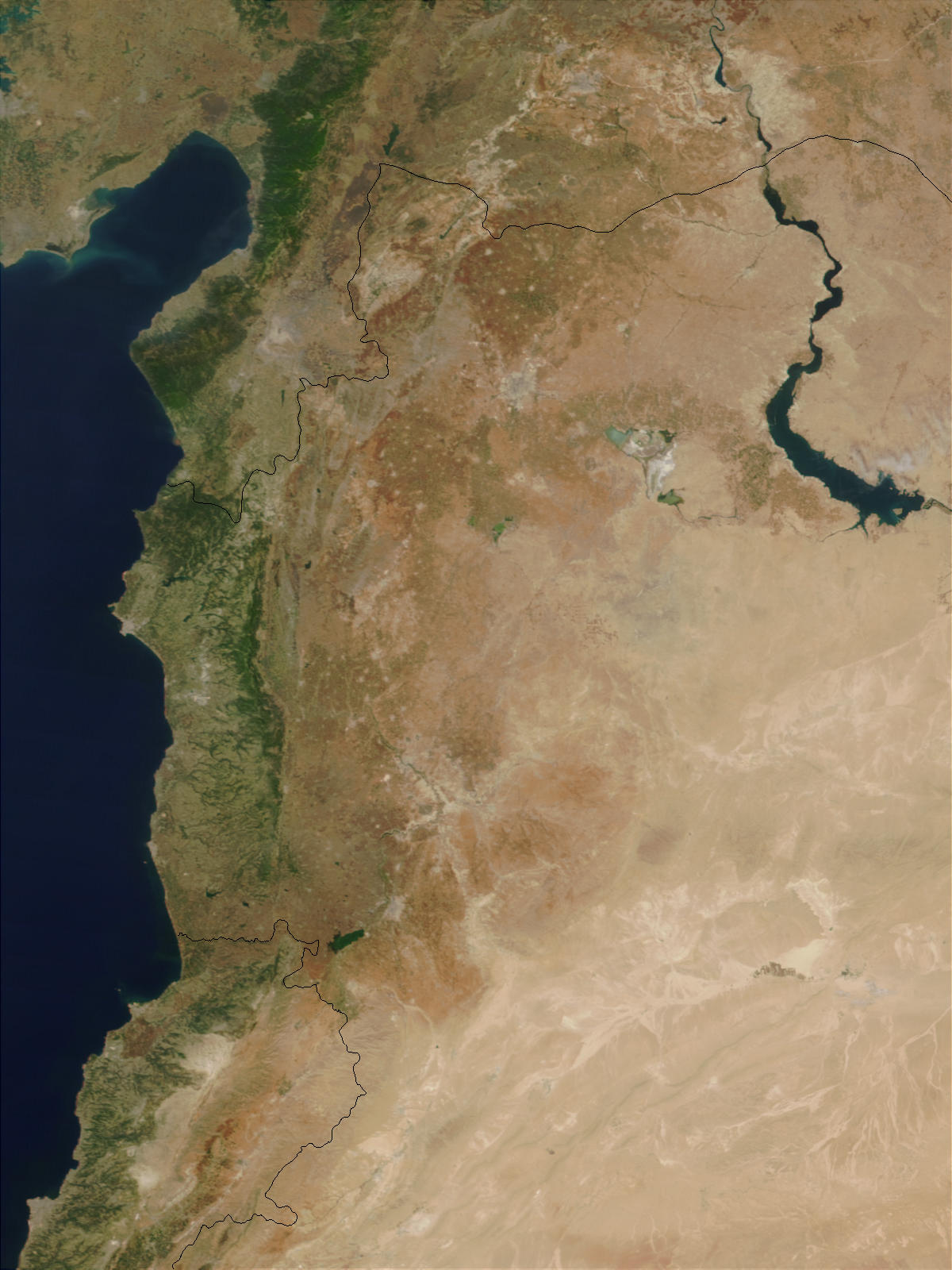
Imatge satèl·lit del Llevant septentrional

El Llevant septentrional és una regió de la Mediterrània oriental que forma part de la zona més àmplia coneguda com a Llevant, i s'estén cap al sud fins al riu Litani.
En arqueologia, el Llevant septentrional es pot definir com la part nord del que en àrab es coneix com a Bilad aix-Xam, o "la terra del Xam [Síria]", és a dir, la zona septentrional de la Gran Síria. El manual d'Oxford de l'arqueologia del Llevant: c. 8000–332 aC (The Oxford Handbook of the Archaeology of the Levant: c. 8000–332 BCE (OHAL; 2013) delimita els seus límits, per als propòsits específics del llibre, de la següent manera:
- Al nord: les muntanyes del Taure[1] o la plana d'Amuq.[2]
- A l'est: els deserts orientals, que inclouen (de nord a sud) l’Eufrates i la zona de Jebel el-Bixri a la regió septentrional del Llevant, seguit del desert de Síria a l'est de l'interior oriental de la serralada Antilíban (la part més meridional del qual és Mont Hermon), també coneguda com la regió de Badia.[3] En altres paraules, Mesopotàmia i la part nord del desert d'Aràbia.[4]
- Al sud: el riu Litani, que marca la frontera amb el Llevant meridional.[3]
- A l'oest: el mar Mediterrani[4]